# Матяшевич, Василий Федорович
Васи́лий Фёдорович Матяше́вич (24 февраля (8 марта) 1879 — не ранее 1919) — русский офицер, военный инженер, подполковник, в 1917—1919 годах — украинский политический и военный деятель: член украинской Центральной Рады, помощник Военного министра УНР, генерал-хорунжий армии УНР.

## Биография
Из дворян Полтавской губернии. Православного вероисповедания. Начальное образование получил в Полтаве, окончив земское пятиклассное училище.
Достигнув призывного возраста, в мае 1900 года добровольно вступил в действительную военную службу вольноопределяющимся 2-го разряда, выдержав при Полтавском кадетском корпусе испытание по наукам. После двух лет службы в пехотном полку (рядовым, затем, с сентября 1901 года, в унтер-офицерском звании), командирован на учёбу в Чугуевское пехотное юнкерское училище, по окончании которого (по 1-му разряду) в августе 1904 года был произведен, по экзамену, из портупей-юнкеров в подпоручики, с назначением на службу в 120-й пехотный Серпуховский полк, расквартированный в Минске.
Участник Русско-японской войны на завершающем её этапе в составе своего полка, отмобилизованного и отправленного в марте 1905 года, по железным дорогам (в составе войск 30-й пехотной дивизии и всего 4-го армейского корпуса) в Маньчжурию, на театр военных действий, однако в сражениях не участвовавшего и прибывшего обратно в Минск в июле 1906 года.
В сентябре 1907 года, за выслугу лет, произведен в поручики.
В 1909 году, окончив экстерном Минское реальное училище (выдержал экзамен за полный курс училища с дополнительным классом) и успешно сдав вступительные экзамены, был принят в младший класс Николаевской инженерной академии, с зачислением по инженерным войскам и с оставлением при Академии.
По окончании двух классов академии по 1-му разряду, в октябре 1911 года произведен, за выслугу лет, в штабс-капитаны и в том же месяце назначен на службу в 14-й саперный батальон, расквартированный в Киеве, с оставлением в Академии для прохождения дополнительного курса наук. По окончании дополнительного курса с оценкой успешно и с удостоением звания «военный инженер», в мае 1912 года, за отличные успехи в науках, был произведен в капитаны, с переводом в 6-й понтонный батальон, расквартированный в Киеве.
В ноябре 1912 года военный инженер Матяшевич был переведен в Управление строителя Гродненской крепости, служил в должности младшего производителя работ. Приказом по Военно-инженерному ведомству от 09.07.1913 был переведен на службу в Ковенское крепостное инженерное управление.
На январь 1914 года капитан Василий Фёдорович Матяшевич — младший производитель работ в Управлении строителя Ковенской крепости (числился в штате Ковенского крепостного инженерного управления). Был женат на уроженке Полтавской губернии православного вероисповедания, детей не имел.
Во время Первой мировой войны в войсках действующей армии не служил, в военных действиях не участвовал. В августе 1914 года был командирован в распоряжение Инспектора инженерной части Киевского военного округа. На сентябрь 1917 года Матяшевич — подполковник (со старшинством с 30.07.1915), исправляющий должность начальника штаба Инспектора инженерной части Киевского военного округа.
После Февральской революции в Петрограде подполковник Матяшевич, служивший в Киеве, при штабе Киевского военного округа, принял активное участие в демократических преобразованиях в стране и в армии. В апреле 1917 года, в Киеве, был делегатом Первого Всеукраинского военного съезда. В июне 1917 года, в Киеве, на Втором Всеукраинском военном съезде, был избран членом украинского Генерального военного комитета и членом украинской Центральной Рады от воинских частей Киевского гарнизона.
После Октябрьской революции в Петрограде и провозглашении затем независимости Украинской народной республики (УНР) Матяшевич перешёл на службу в создаваемую украинскую армию. С декабря 1917 года — главный начальник по снабжению в Военном Секретариате Центральной Рады.
С марта по июнь 1918 года — начальник Главного инженерного управления Военного министерства (УНР, затем Украинской державы), — был освобождён от занимаемой должности по собственному желанию. В дальнейшем занимал должность начальника инженерного управления в отделе заместителя Военного министра по хозяйственно-техническим делам. В 1918 году произведен в полковники.
С декабря 1918 года — начальник Главного инженерного управления Военного министерства восстановленной УНР. С августа 1919 года — второй помощник Военного министра УНР по делам снабжения. Генерал-хорунжий армии УНР.
В декабре 1919 года, после разгрома армии УНР, был интернирован польскими властями. Дальнейшая судьба Василия Фёдоровича Матяшевича не известна.

## Награды
- Орден Святого Станислава 3-й степени (1905; утв. ВП от 11.03.1907), — «…за отлично-усердную службу и труды, понесенные во время военных действий.»
- Медаль «В память русско-японской войны» (1906)
- Медаль «В память 300-летия царствования дома Романовых» (1913)
- Орден Святой Анны 3-й степени (1916)